# Rätoromanen
Die Rätoromanen oder Bündnerromanen, oft auch einfach Romanen genannt, sind die im Schweizer Kanton Graubünden lebenden Angehörigen der Sprachgemeinschaft, die durch ihre angestammte romanische Sprache, das Bündnerromanische oder Rätoromanische, charakterisiert ist.
Das Siedlungsgebiet dieser Bevölkerungsgruppe wird als rätoromanische Schweiz oder in der angestammten Sprache als Rumantschia bezeichnet.

## Verbreitung und Entwicklung
Etwa 0,48 Prozent der Schweizer Wohnbevölkerung, nämlich 33'991 Menschen (Stand: 2013), werden zur rätoromanischen Schweiz gezählt; 1982 waren es noch 0,8 % der Landesbevölkerung gewesen (51'000 Menschen). Auf Kantonsebene kennt einzig der Kanton Graubünden Rätoromanisch als Amtssprache (neben Deutsch und Italienisch). Das Rätoromanische wird – trotz Fördermassnahmen zum Erhalt der Sprache – zunehmend von der deutschen Sprache verdrängt.
Grösse und Anteile der rätoromanischen Sprachgemeinschaft bestimmen sich nach den Ergebnissen der letzten eidgenössischen Volkszählung. Zur rätoromanischen Sprachgemeinschaft werden nach bündnerischem Recht sämtliche Personen gerechnet, die bei einer Frage nach der Sprachzugehörigkeit wenigstens einmal die rätoromanische Sprache genannt haben.

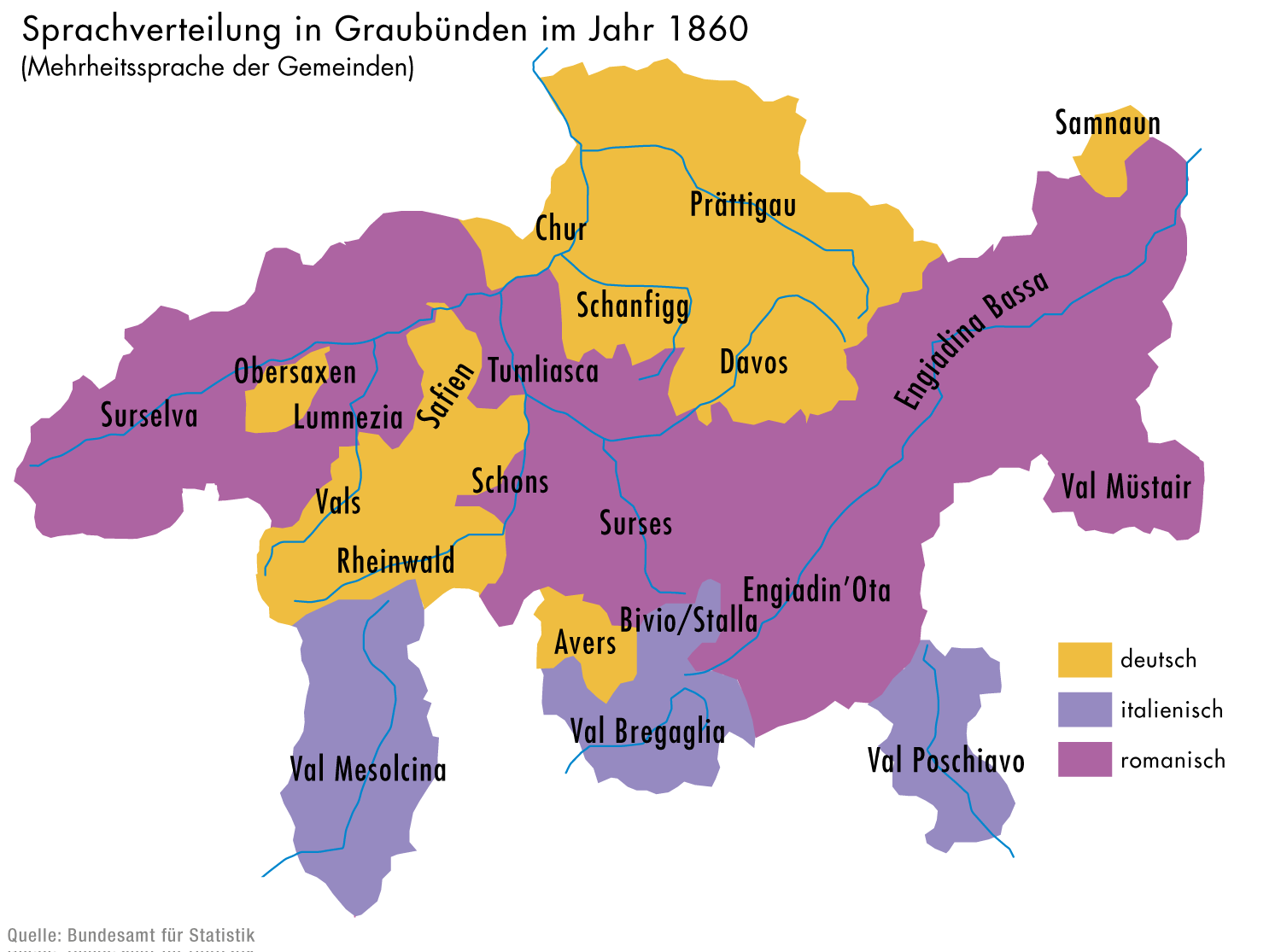
Sprachmehrheit in Graubünden 1860
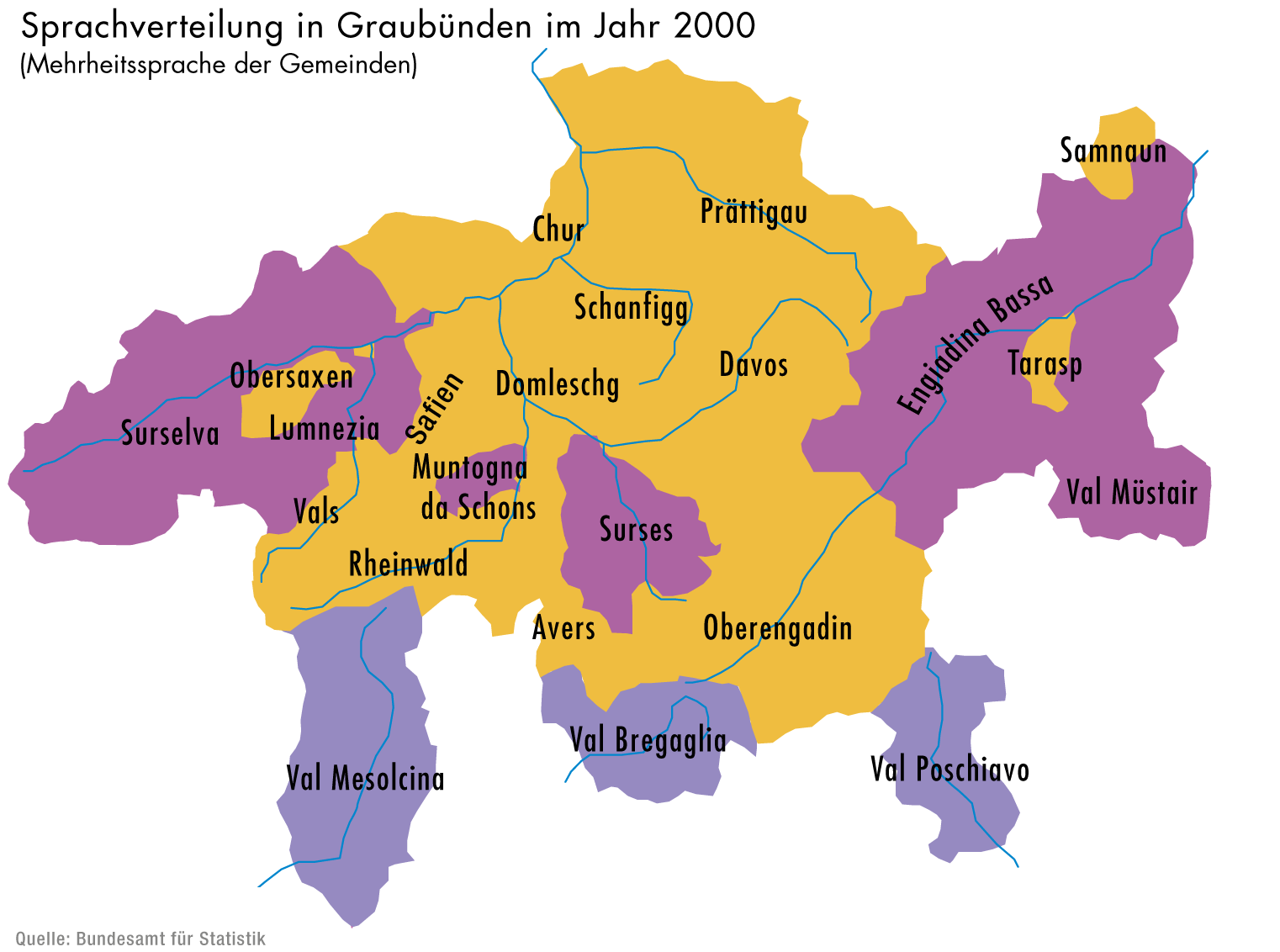
Sprachmehrheit in Graubünden 2000
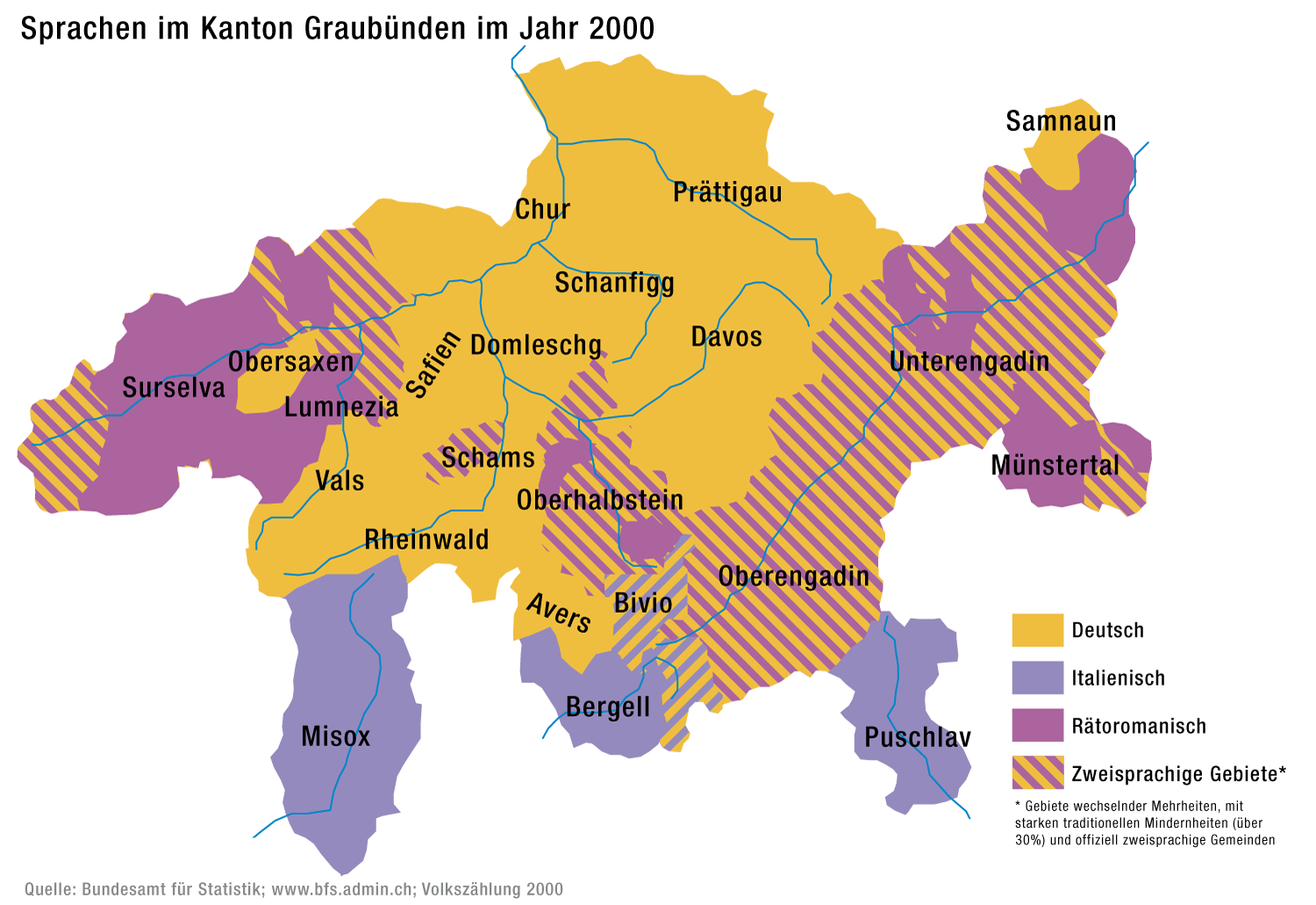
Feinverteilung der Sprachen in Graubünden 2000
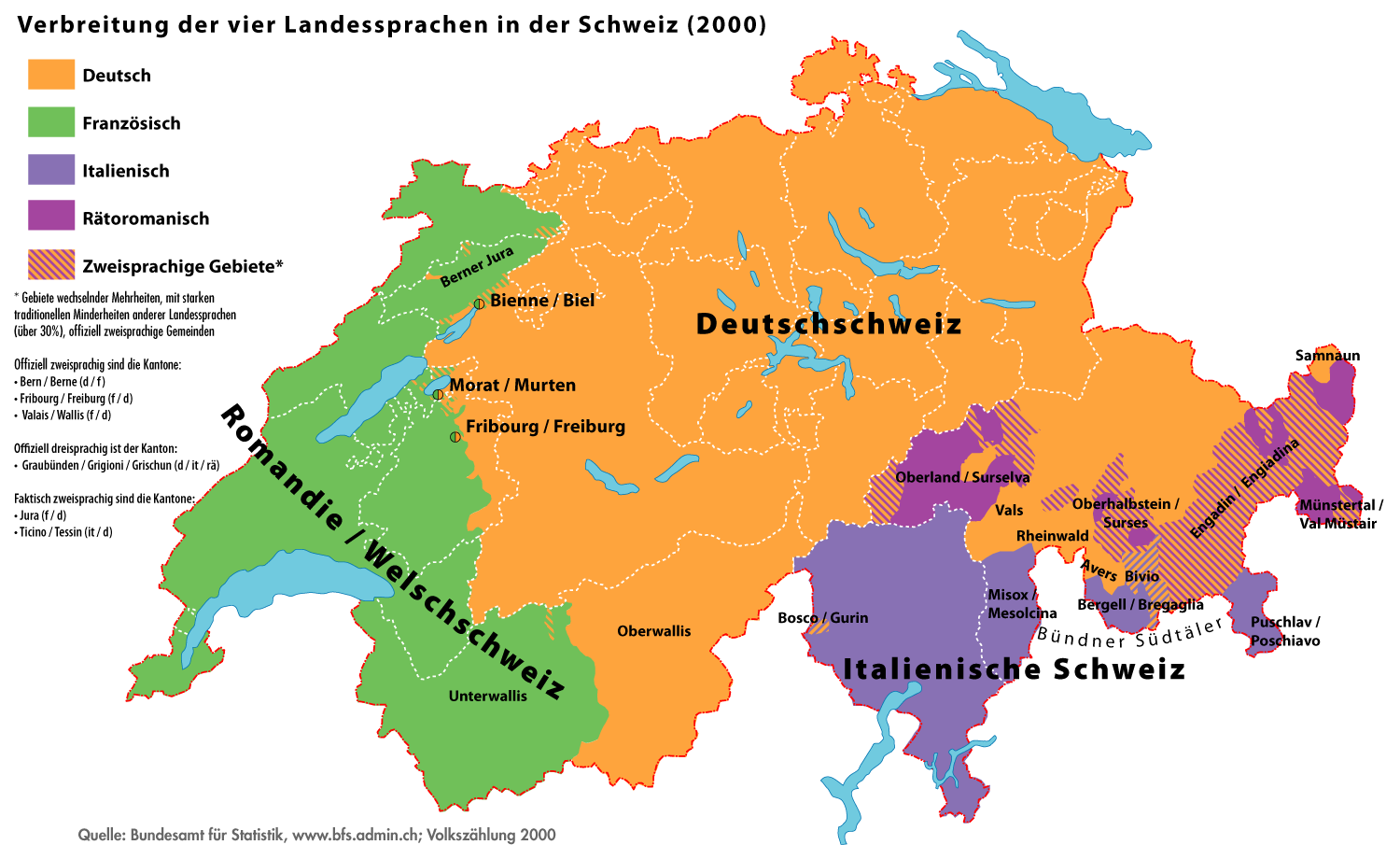
Lage der rätoromanischen Schweiz

## Massnahmen zur Erhaltung
Mit dem Sprachgesetz des Kantons Graubünden vom 19. Oktober 2006 wird versucht, die Dreisprachigkeit als Wesensmerkmal des Kantons zu stärken und dem Rückgang des Rätoromanischen entgegenzuwirken. Das Gesetz definiert eine Gemeinde als einsprachig, wenn sich mindestens 40 Prozent der Bevölkerung der angestammten Sprachgruppe zuordnen. Einsprachige Gemeinden müssen die angestammte Sprache als alleinige (Unterrichts-)Sprache in der Schule, für öffentliche Beschilderungen und behördliche Kommunikation verwenden. Mit einem Bevölkerungsanteil zwischen 20 und 40 Prozent angestammter Sprachzugehörigen gilt eine Gemeinde als zweisprachig und muss die angestammte Sprache ebenfalls als Unterrichtssprache anbieten. Erst wenn der Anteil der Bevölkerung der angestammten Sprachgruppe unter 10 Prozent sinkt, ist die Gemeinde nicht mehr verpflichtet, die Sprache im Unterricht und öffentlichen Verkehr zu verwenden.